# Янка (Румыния)
Янка (рум. Ianca) — город в Румынии в составе жудеца Брэила.

## История
Селение Янка было основано в 1834 году.
В 1989 году селение получило статус города.

## Известные уроженцы
- Теодореску-Сион, Ион (1882—1939) — художник.